# Peter Tomasi
Pour les articles homonymes, voir Tomasi.
Œuvres principales
Batman and Robin
Brightest Day
Green Lantern Corps
Nightwing
Peter J. Tomasi (né le 19 août 1967) est un responsable éditorial et un scénariste de comics américain, connu pour son travail pour DC Comics. En tant que responsable éditorial, il a supervisé de nombreux titres de bandes dessinées mettant en scène la Ligue de Justice, ainsi que des séries mettant en vedette ses différents membres, tels que Batman, Aquaman, Martian Manhunter, Green Lantern et Flash. En tant que scénariste, il a écrit des titres consacrés aux personnages liés à Batman comme Batman and Robin et The Outsiders, et des séries liées à Green Lantern comme Blackest Night, Brightest Day et Green Lantern: Emerald Warriors.

## Biographie

### Influences
Peter Tomasi est devenu fan de bande dessinée à un jeune âge par le biais des comics de Batman que son père lui achetait, et par le biais des émissions de télévision comme les Super Friends et la série Batman avec Adam West. Batman a été le premier super-héros qui est entré dans sa conscience, comme il a été le premier personnage qu'il a utilisé pour se déguiser à Halloween, et la première bande dessinée dont il a reconnu les créateurs. Plus précisément, il cite les travaux de Dennis O'Neil et Neal Adams comme les premiers à l'avoir attiré vers le personnage, ainsi que le travail de Bob Haney sur The Brave and the Bold et celui de Jim Aparo.

### Carrière
Commençant en tant que responsable éditorial chez DC Comics en 1993, et à travailler sur des titres tels que Green Lantern, Batman, Aquaman, Hawkman, et JSA, Tomasi est un écrivain occasionnel sur divers titres comprenant la JSA, The Outsiders, Steel, et The Light Brigade. En 2003, DC le promeut rédacteur en chef.
En 2007, Tomasi quitte le poste de responsable éditorial qu'il occupe depuis 14 ans et passe à l'écriture. Il commence sur la mini-série Black Adam: The Dark Age. En 2008, il écrit Requiem, un tie-in de Final Crisis qui rend hommage à la chute du Martian Manhunter. Tomasi écrit le titre Nightwing pendant 14 numéros jusqu'à l'annulation de la série en avril 2009 en raison des événements de la mini-série Battle for the Cowl,,. En 2011, Tomasi, prenant la place de scénariste qu'occupait Paul Cornell sur Batman and Robin avec le numéro no 20, écrit les trois parties de Dark Knight vs. White Knight: Tree of Blood jusqu'au numéro n°22.
De 2009 à 2010, Tomasi co-écrit le titre The Mighty avec Keith Champagne,, ainsi que Green Lantern Corps par le biais de l'histoire de Blackest Night.
Tomasi co-écrit Blackest Night suivi de la maxi-série Brightest Day en 2010-2011, avec Geoff Johns,. Au cours de la même période, il a été le scénariste régulier sur les mensuels Green Lantern: Emerald Warriors et The Outsiders, qui prirent fin en 2011 dans le cadre du relaunch The New 52 de DC. Dans le cadre de cette relance, Tomasi est nommé scénariste sur la nouvelle série de Batman and Robin et sur Green Lantern Corps qui ont été publiés en septembre 2011. Dans le cadre de la DC Renaissance, Peter Tomasi et le dessinateur Patrick Gleason constituent l'équipe créative sur Superman vol. 4 en juin 2016,.
En février 2017, il fait équipe avec le dessinateur Jorge Jimenez Moreno sur la série Super Sons.
Il écrit le scénario du long métrage d'animation La Mort de Superman qui sort en 2018. Réalisé par Jake Castorena et Sam Liu, il s'agit du onzième film de la série des DC Universe Animated Original Movies et la première partie adaptant l'histoire de la bande dessinée du même nom. La même année, il devient le scénariste de la série Detective Comics à partir du no 994. Il la suivra jusqu'au no 1033 qui sort en fin d'année 2020.

### Vie personnelle
Peter Tomasi a un fils. En février 2011, lors de son entretien avec Comic Book Resources, il discute de la façon dont son fils de huit ans a influencé son approche de l'écriture de Damian Wayne dans Batman and Robin. Il évoque également l'influence de son fils sur la façon dont il écrit le fils de Superman, Jon.

## Publications

### DC Comics
- Showcase '95 no 7–9, (avec Scot Eaton et Eduardo Barreto, juin–août 1995)
- The Lobo Gallery: Portraits of a Bastich, one-shot, (parmi d'autres artistes, juillet 1995)
- The Flash: Annual vol. 2 no 9, (avec J. H. Williams III, 1996)
- Steel vol. 2 no 28 et no 33 (avec Andrew Robinson et Jim Aparo, mai–octobre 1996)
- Showcase '96 no 9 (avec Eduardo Barreto, juillet 1996)
- The Light Brigade (mini-série de quatre numéros, avec Peter Snejbjerg, décembre 2003–mars 2004)
- Outsiders vol. 3 no 26–27, (avec Will Conrad, juillet–août 2005)
- JSA Classified no 8–9, (avec Don Kramer, février 2006)
- Black Adam: The Dark Age (mini-série de six numéros, avec Doug Mahnke, août 2007–janvier 2008)
- Infinite Halloween Special, one-shot, (parmi d'autres artistes, octobre 2007)
- Green Lantern Corps vol. 2 no 18–46 (novembre 2007–avril 2010)
- Nightwing vol. 2 no 140–153 (Janvier 2008–février 2009)
- Final Crisis: Requiem, one-shot (avec Doug Mahnke, juillet 2008)
- Justice Society of America Kingdom Come Special: Magog, one-shot, (avec Fernando Pasarin, novembre 2008)
- Outsiders vol. 4 no 15–25 (février 2009–décembre 2009)
- The Mighty no 1–12 (février 2009–janvier 2010) (série créé par Peter Tomasi, Keith Champagne et Peter Snejbjerg)
- Blackest Night: Tales of the Corps (juillet 2009)
- Blackest Night: Batman (août 2009–octobre 2009)
- The Phantom Stranger vol. 2 no 42, (avec Ardian Syaf, janvier 2010)
- Brightest Day no 0–24 (avril 2010–avril 2011)
- Green Lantern: Emerald Warriors no 1–13 (août 2010–août 2011)
- Superman/Batman no 75, (avec Gene Ha, août 2010)
- Batman and Robin vol. 1 no 20–22 (février–avril 2011)
- Green Lantern Super Spectacular, (avec Chris Samnee, mai 2011)
- Green Lantern Movie Prequel: Kilowog, one-shot, (avec Carlos Ferreira, juillet 2011)
- Green Lantern Corps vol. 3 no 1–20 (septembre 2011–mai 2013)
- Batman and Robin vol. 2 no 1–40, 23.1, Annual no 1–2 (septembre 2011–mars 2015)
- G.I. Combat vol. 2 no 5–7, (avec Howard Chaykin, octobre–décembre 2012)
- Batman vol. 2 no 23.4: Bane, (avec Graham Nolan, septembre 2013)
- Detective Comics vol. 2 no 23.3, 27, 45–46, 48-52 (septembre 2013–juillet 2016)
- Forever Evil: Arkham War no 1–6 (mini-série) (octobre 2013–avril 2014)
- Superman/Wonder Woman no 13–29 (novembre 2014–juillet 2016)
- Batman: Arkham Knight no 1–12, Annual no 1 (mars 2015–décembre 2015)
- Batman: Arkham Knight Genesis (mini-série de six numéros, avec Alisson Borges et Dexter Soy, août 2015–janvier 2016)
- Justice League: Darkseid War: Batman, one-shot, (avec Fernando Pasarin, octobre 2015)
- Superman Annual no 3, (avec d'autres artistes, décembre 2015)
- Superman vol. 3 no 51-52 (avec Mikel Janín et Miguel Sepulveda, juin–juillet 2016)
- Action Comics vol. 2 no 51–52 (avec Paul Pelletier, Dale Eaglesham et Scot Eaton, juin–juillet 2016)
- Batman/Superman no 31–32 (avec Doug Mahnke, Juin–juillet 2016)
- Superman vol. 4 no 1–present, Annual no 1 (avec Patrick Gleason, août 2016–présent)
- Super Sons no 1-16 (avec Jorge Jimenez, avril 2017–mai 2018)

## Récompense
- 2018 : Prix Inkpot, pour l'ensemble de son œuvre